# Prasinocyma nereis
Prasinocyma nereis är en fjärilsart som beskrevs av Townsend 1952. Prasinocyma nereis ingår i släktet Prasinocyma och familjen mätare. Inga underarter finns listade i Catalogue of Life.